# آفت دهان
آفْت دهان (به انگلیسی: Aphthous stomatitis) یک بیماری شایع در دهان است که ضایعات دردناک نِکروتیک در مخاط دهان، زبان و لثه به بار می‌آورَد. علت آن ناشناخته است.
این ضایعات یک دوره ده تا چهارده روزه باقی می‌مانند و خود به خود از بین می‌روند. در بیشتر موارد، این علائم عودکننده هستند.
شیوع آفْت در جوامع مختلف از ۶٪ تا ۶۶٪ گزارش شده و متوسط شیوع آن ۲۰٪ است. در زن‌ها برتری نسبی دارد. آفْت، یک عفونت ویروسی نیست و قابلیت سرایت هم ندارد، اما عامل ژنتیک در بروز آن بسیار مؤثر است.
دورهٔ آن حدود یک ماه است و اغلب پس از آن بدون درمان هم بهبود می‌یابد. درمان آن اغلب علامتی است و برای رفع آن بیشتر از دهان‌شویه یا قطره استفاده می‌شود.

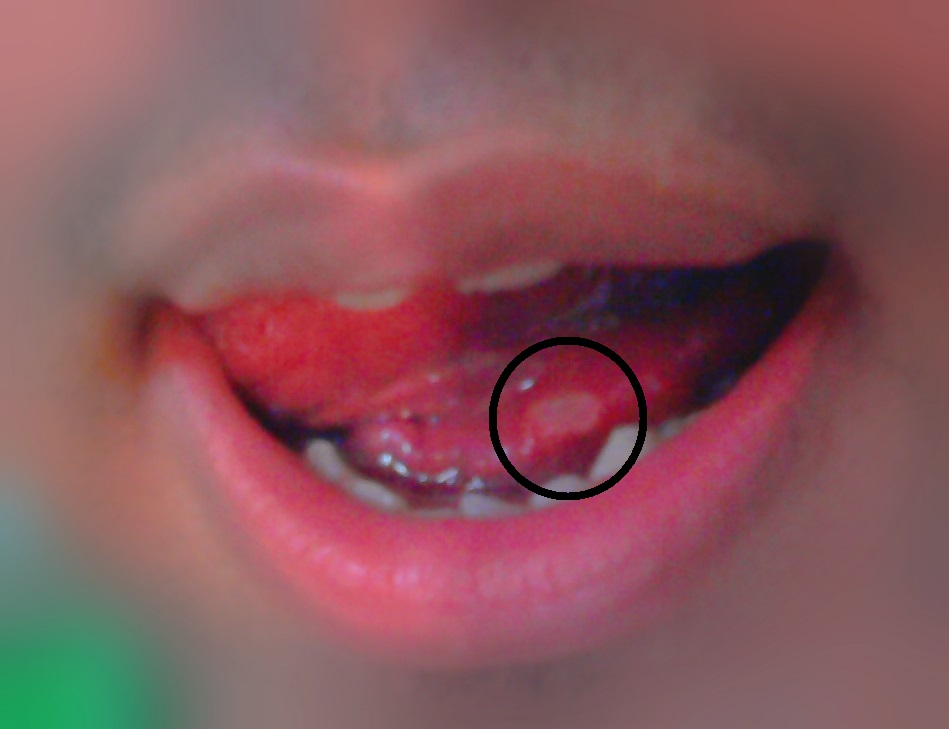
آفْت دهان در قسمت زیرین زبان

اِتیولوژیِ آفْتِ عودکنندهٔ دهانی دقیقاً مشخص نیست، اما مواردی به‌عنوان علل زمینه‌ساز برای آن معرفی شده‌اند؛ مانند زمینهٔ ارثی، استرس، اختلالات آسیب‌شناختی (ایمونولوژیک)، عوامل هورمونی، کمبودهای تغذیه‌ای و نقایص خونی، سیگار و کمبود ویتامین c وحساسیت‌های غذایی.

## انواع آفت[۴]
1. زخم ویروس هرپس (تبخال)
2. زخم مینور (کوچک)
3. زخم ماژور (بزرگ)

## علائم و نشانه‌ها
آفْت در سه شکل عمده وجود دارد که شایع‌ترین آن‌ها آفْت‌های کوچک (مینور) با شیوع ۸۰٪ و آفْت‌های بزرگ (ماژور) با شیوع حدود ۱۰٪، و ۱۰٪ بقیه نیز به‌صورت تبخال‌شکل دیده می‌شود. علائم آفْت محدود به دهان هستند و بیمار علائم عمومی (مانند تب) ندارد. علامت اصلی درد یا سوزش در محل آفْت است. ممکن است درد با بعضی غذاها و آشامیدنی‌ها (مانند اسیدها) تشدید شود. با بهبود زخم، درد نیز کاهش می‌یابد.
شکایت بیماران درد شدیدی است که با اندازه دانه‌های سفیدی که در دهان شان ایجاد شده، تناسبی ندارد. به لحاظ دردناک بودن، در برخی موارد با تبخال اشتباه می‌شود اما حقیقت این است که تبخال (عفونت هرپس) با سفیدک (آفت) تفاوت دارد.

## عوامل به‌وجود آورنده
- استرس‌های عاطفی یا جسمانی، اضطراب یا ناراحتی و عصبی‌بودن پیش از عادت ماهانه
- آسیب به مخاط دهان بر اثر فشار موضعی دندان‌های مصنوعی، غذاهای داغ، مسواک‌زدن خشن و با شدت یا کار دندانپزشکی
- آزردگی و تحریک ناشی از خوراکی‌هایی مثل شکلات، غذاهای ترش و اسیدی (سرکه) و غذاهای دودی، آجیل‌ها یا چیپس‌های نمک‌زده‌شده، گردو، فندق، پسته، پنیر و بادنجان
- کمبود اسید فولیک و ویتامین ب۲[۷]
- ضعف سیستم ایمنی بدن

البته علت مشخصی برای آفت ثابت نشده است ولی عوامل زیر در تحریک و ایجاد آن دخیل هستند:
ارث، استرس، خستگی، بیماری، صدمه ناشی از گازگرفتن ناگهانی، تغییرات هورمونی، قاعدگی در خانم‌ها، کاهش وزن شدید، حساسیت‌های تغذیه‌ای، ماده کف‌کننده موجود درخمیر دندان‌ها وکمبود ویتامین ب ۱۲، اسید فولیک،
و البته به احتمال زیاد یکی دیگر از عوامل به وجود آورنده آفت دهانی پایین آمدن میزان شاخص pt و inr در بیماران مبتلا به کمبود فاکتور پنج یا همان لیدن می‌باشد.
طبق تحقیقات آفت جزوه نشانه‌های کرونا نیست. و فقط بثورات دهان (جوش‌های ریز قرمز) جز نشانه‌های کرونا هستند

## درمان آفْت
آفْت خودبه‌خود خوب می‌شود و معمولاً نیازی به درمان ندارد. برای آفْت اگر درمانی صورت بگیرد معمولاً به‌منظور کاستن از درد و التهاب و استرس و جلوگیری از اضافه‌شدن عفونت ثانویه به آن است.
رایج‌ترین درمان‌هایی که در این خصوص توصیه می‌شود شامل موارد زیر هستند:
1. رعایت بهداشت دهان
2. استفاده از ژل موضعی حاوی عصاره‌های گیاهی مثل عصاره ریشه شیرین بیان ومورد و… که موجب تأثیر فوری به روی بافت آسیب دیده می‌گردد و درد وناراحتی بیمار سریعاً برطرف می‌شود.
3. رفع کمبودهای ویتامینی و املاح سرُمی همچون ویتامین ب۱۲، آهن و اسید فولیک و پرهیز از غذاهای آلرژی‌زا[۱۰]
4. استفاده از داروهای بی‌حس‌کنندهٔ موضعی همچون لیدوکائین یا دیفن‌هیدرامین
5. استفاده از مواد محافظ موضعی حاوی استروئیدهای موضعی همچون تریامسینولون یا کلوبتازول یا فلاکینولون
6. دهان شویه حاوی عصاره گیاهی شیرین بیان
7. استفاده از داروی گیاهی
8. استفاده از محلول آب ولرم و نمک چند بار در روز

## کشف دارو و درمان
آفتین ژل، یک داروی نوآورانه برای درمان سریع و قطعی آفت دهان، نتیجه تلاش‌ها و تحقیقات گسترده دکتر فرهاد شفیعی، عضو هیئت علمی دانشگاه علوم پزشکی تهران و فارغ‌التحصیل رشته دنتال بایومتریال از دانشگاه توکیو ژاپن (2003) است. این ژل که با نام تجاری AAFTIN GEL ثبت شده، برای اولین بار در جهان با استفاده از عصاره‌های گیاهی، به‌ویژه ریشه گیاه شیرین‌بیان، طراحی و تولید شده است.
دکتر شفیعی پس از هشت سال پژوهش، موفق به اختراع این محصول شد که در سال ۲۰۱۱ در ایالات متحده و در سال ۱۳۹۱ در ایران به ثبت اختراع رسید. آفتین ژل با اثرگذاری سریع (در کمتر از ۲۰ ثانیه با یک‌بار استفاده) قادر به درمان انواع آفت‌های دهانی، اعم از کوچک و بزرگ، در مراحل مختلف تشکیل آن‌هاست. این ژل با توقف رشد زخم، افزایش خون‌رسانی به ناحیه و تسریع روند ترمیم، درد و التهاب را به‌سرعت کاهش می‌دهد و هیچ عارضه جانبی روی مخاط سالم دهان ندارد.
تولید انبوه آفتین ژل از سال ۱۳۹۲ در مرکز رشد تجهیزات و مواد دندانپزشکی دانشگاه علوم پزشکی تهران آغاز شد و از بهمن ۱۳۹۳ با دریافت مجوز از وزارت بهداشت، در داروخانه‌های سراسر ایران توزیع شد. این محصول که توسط شرکت دانش‌بنیان کاوشگران سلامت بنیان تولید شده، به دلیل اثربخشی بالا (۹۰ تا ۹۵ درصد)، استفاده آسان و ترکیبات گیاهی، به عنوان یک راهکار طبیعی و بدون عارضه برای درمان آفت دهان شناخته می‌شود.
.